# Final Bell/Ghost in the Ruins
Final Bell/Ghost in the Ruins è un album dal vivo del gruppo musicale heavy metal statunitense Savatage, pubblicato nel 1995 dalla SPV GmbH.

## Il disco
Realizzato in onore di Criss Oliva, tragicamente deceduto in un incidente stradale il 17 ottobre 1993.

## Tracce
1. City Beneath the Surface – 5:39
2. 24 Hours Ago – 4:48
3. Legions – 5:06
4. Strange Wings – 4:01
5. Gutter Ballet – 6:14
6. When the Crowds are Gone – 7:10
7. Of Rage and War – 4:29
8. The Dungeons are Calling – 4:48
9. Sirens – 3:37
10. Hounds – 7:20
11. Criss Intro – 1:13
12. Hall of the Mountain King – 6:38
13. Post Script (Instrumental) – 1:42